# Juniorská liga 2012/2013
Juniorská liga 2012/13 byl premiérový ročník nově vzniklé soutěže nazvané Juniorská liga. Ta byla a je určená hráčům do 21 let s výjimkou startu několika hráčů. Soutěže se zúčastnilo 18 týmů, z nichž 16 musely povinně postavit týmy hrající Gambrinus ligu 2012/13 a další dva týmy přihlásily kluby Bohemians Praha 1905 a FC MAS Táborsko, které působily ve Fotbalové národní lize.
Soutěž odstartovala 24. září 2012 a poslední utkání se odehrálo 10. června 2013. Každý tým odehrál dvě utkání proti všem soupeřům, celkem jich bylo 34 pro každého. Celkovým vítězem a premiérovým držitelem titulu pro mistra Juniorské ligy se stala FC Zbrojovka Brno, která s celkovým počtem 72 bodů o 3 body předstihla tým SK Slavia Praha. Na posledním místě skončil FC Baník Ostrava, ale tato soutěž je uzavřená, tudíž i on pokračoval v následující sezoně.

## Kluby
| Klub                       | První ročník | Počet titulů | Počet sezón |
| -------------------------- | ------------ | ------------ | ----------- |
| Bohemians Praha 1905       | 2012/13      | žádný        | žádná       |
| SK Dynamo České Budějovice | 2012/13      | žádný        | žádná       |
| FC Zbrojovka Brno          | 2012/13      | žádný        | žádná       |
| FK Dukla Praha             | 2012/13      | žádný        | žádná       |
| FC Hradec Králové          | 2012/13      | žádný        | žádná       |
| FK Baumit Jablonec         | 2012/13      | žádný        | žádná       |
| FC Slovan Liberec          | 2012/13      | žádný        | žádná       |
| FK Mladá Boleslav          | 2012/13      | žádný        | žádná       |
| SK Sigma Olomouc           | 2012/13      | žádný        | žádná       |
| FC Baník Ostrava           | 2012/13      | žádný        | žádná       |
| 1. FC Slovácko             | 2012/13      | žádný        | žádná       |
| FC Viktoria Plzeň          | 2012/13      | žádný        | žádná       |
| 1. FK Příbram              | 2012/13      | žádný        | žádná       |
| SK Slavia Praha            | 2012/13      | žádný        | žádná       |
| 1. FC Slovácko             | 2012/13      | žádný        | žádná       |
| AC Sparta Praha            | 2012/13      | žádný        | žádná       |
| FC MAS Táborsko            | 2012/13      | žádný        | žádná       |
| FK Teplice                 | 2012/13      | žádný        | žádná       |

## Konečná tabulka
| Poř. | Tým                        | Z  | V  | R  | P  | VG | OG | B  |
| ---- | -------------------------- | -- | -- | -- | -- | -- | -- | -- |
| 1.   | FC Zbrojovka Brno          | 34 | 20 | 12 | 2  | 61 | 20 | 72 |
| 2.   | SK Slavia Praha            | 34 | 20 | 9  | 5  | 79 | 37 | 69 |
| 3.   | SK Sigma Olomouc           | 34 | 19 | 8  | 7  | 77 | 36 | 65 |
| 4.   | FC Hradec Králové          | 34 | 19 | 6  | 9  | 70 | 45 | 63 |
| 5.   | FK Baumit Jablonec         | 34 | 18 | 2  | 14 | 79 | 64 | 56 |
| 6.   | AC Sparta Praha            | 34 | 14 | 8  | 12 | 66 | 52 | 50 |
| 7.   | 1. FK Příbram              | 34 | 13 | 10 | 11 | 80 | 69 | 49 |
| 8.   | FK Mladá Boleslav          | 34 | 13 | 8  | 13 | 52 | 50 | 47 |
| 9.   | FC Vysočina Jihlava        | 34 | 13 | 8  | 13 | 69 | 77 | 47 |
| 10.  | FC Viktoria Plzeň          | 34 | 12 | 10 | 12 | 59 | 60 | 46 |
| 11.  | FC Slovan Liberec          | 34 | 9  | 16 | 9  | 65 | 73 | 43 |
| 12.  | 1. FC Slovácko             | 34 | 11 | 8  | 15 | 68 | 68 | 41 |
| 13.  | FK Dukla Praha             | 34 | 11 | 8  | 15 | 55 | 69 | 41 |
| 14.  | SK Dynamo České Budějovice | 34 | 10 | 8  | 16 | 50 | 74 | 38 |
| 15.  | FK Teplice                 | 34 | 8  | 10 | 16 | 48 | 72 | 34 |
| 16.  | FC MAS Táborsko            | 34 | 7  | 9  | 18 | 44 | 86 | 30 |
| 17.  | Bohemians Praha 1905       | 34 | 6  | 9  | 19 | 45 | 83 | 27 |
| 18.  | FC Baník Ostrava           | 34 | 6  | 5  | 23 | 43 | 75 | 23 |

Poznámky:
- Z = Odehrané zápasy; V = Vítězství; R = Remízy; P = Prohry; VG = Vstřelené góly; OG = Obdržené góly; B = Body

|  | Vítěz Juniorské ligy 2012/13                       |
|  | Klub sestoupil do 2. ligy a odhlásil Juniorský tým |

### Střelci
| Pořadí | Střelec        | Klub               | Góly |
| ------ | -------------- | ------------------ | ---- |
| 1.     | Roman Haša     | 1. FC Slovácko     | 19   |
| 2.     | Radim Jurča    | FK Baumit Jablonec | 17   |
| 2.     | Asim Zec       | FC Hradec Králové  | 17   |
| 4.     | Daniel Černý   | FC Viktoria Plzeň  | 16   |
| 5.     | Viktor Šimeček | SK Slavia Praha    | 14   |

### Vychytaná čistá konta
| Pořadí | Brankář          | Klub              | Č. konta |
| ------ | ---------------- | ----------------- | -------- |
| 1.     | Michal Reichl    | SK Sigma Olomouc  | 9        |
| 2.     | Václav Hladký    | FC Zbrojovka Brno | 8        |
| 2.     | Vlastimil Veselý | FC Zbrojovka Brno | 8        |
| 4.     | Lukáš Varyš      | FC MAS Táborsko   | 7        |
| 5.     | Patrik Malina    | SK Slavia Praha   | 5        |